# 2019年4月委内瑞拉内乱
2019年4月委内瑞拉內亂（或稱起義、未遂起義、軍事起義、未遂政變、軍事政變）發生在4月30日，時值2019年委內瑞拉總統地位危機。委內瑞拉臨時總統胡安·瓜伊多領導一群示威者和軍人，發動「自由行動」以反对總統尼古拉斯·马杜罗。路透社報導30日中午終於出現和平，但瓜伊多再呼籲示威者和支持他的軍人在翌日上街遊行。5月1日，瓜伊多表示示威將會不斷舉行，直至馬杜羅下台。

## 經過

### 洛佩斯獲釋 呼籲起義
反對派領袖、瓜伊多的導師、委內瑞拉反對派社運人士的萊奧波爾多·洛佩斯自2014年起一直被軟禁。但在2019年4月30日，其與瓜伊多一同出現在一影片中。美聯社表示「安全部隊聽從瓜伊多的命令，釋放洛佩斯」。
委內瑞拉時間清晨5時，玻利瓦爾國家軍的大型軍車駛至藩市法哈多高速公路，堵塞道路。清晨5時50分，瓜伊多經Periscope進行直播，其與兩名武裝部隊成員和洛佩斯身處加拉加斯拉卡洛塔空軍基地。瓜伊多稱是次行動為「自由行動」，
|          | 委內瑞拉的人民，大家需要一同走到街上，去支持民主力量和重拾自由。 |
| ——瓜伊多 |                                                                  |

### 衝突始爆發 緊張升溫

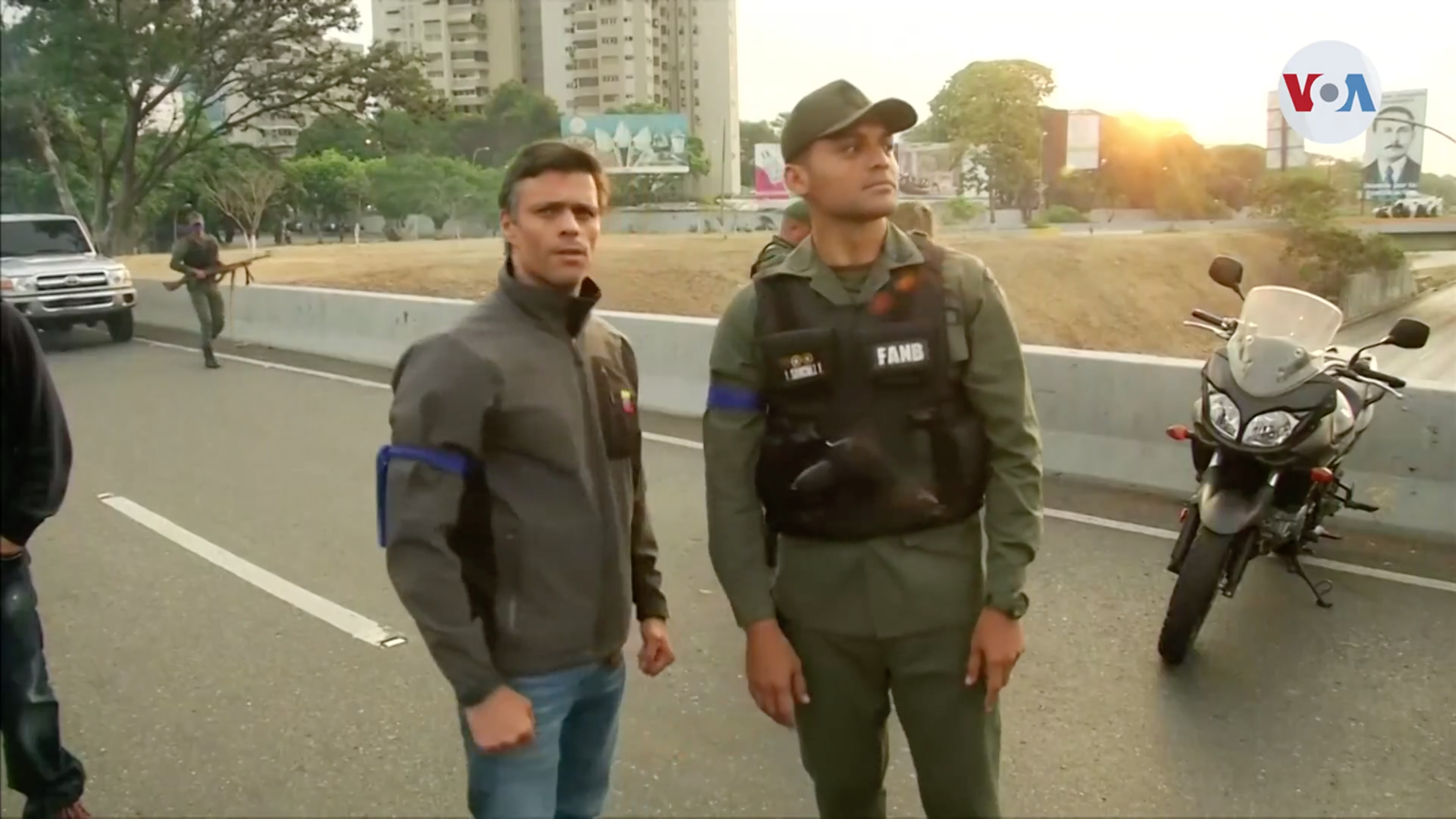
萊奧波爾多·洛佩斯獲釋後站在一名支持瓜伊多的士兵旁邊

早上6時半，資訊部長豪爾赫·羅德里格斯發表聲明，表示馬杜羅政府正開始驅散支持瓜伊多的軍隊成員。同時間，通往米拉弗洛雷斯宮的道路已被封鎖，支持馬杜羅的軍人在附近駐守。拉卡洛塔空軍基地內有軍人發射催淚氣體，驅散聚集在基地附近的親瓜伊多軍人。委内瑞拉统一社会主义党副領袖迪奧斯達多·卡韋略呼籲支持者在總統府附近集會，支持馬杜羅。
早上8時，瓜伊多離開拉卡洛塔基地，帶領示威者前往西部。半小時後，La Piedrita民兵領袖瓦倫丁·桑塔納（Valentín Santana）表示「是時候用武器來捍衛革命」，呼籲支持馬杜羅。早上8時44分，拉卡洛塔附近爆發嚴重槍戰和衝突。有影片顯示裝甲車駛向示威者，意圖驅散他們。西班牙《国家报》報道指「查韋斯主義支持者和瓜伊多的跟隨者之間的衝突蔓延至整個加拉加斯」。
早上11時，馬杜羅政府的檢察長塔里克·威廉·薩博在國營電視台上表示瓜伊多及其支持者將要承擔後果。
下午1時50分，支持瓜伊多的遊行隊伍在查考市被武裝的集体党槍擊，遊行被逼暫停。其後，米蘭達州警察局與集体党爆發槍戰。
洛佩斯及其妻莉蓮·廷托裡和女兒在當日較晚時間進入了智利駐加拉加斯大使館，翌日清晨轉到西班牙大使館。
《国家报》報導指25名軍人進入巴西駐加拉加斯大使館，尋求庇護。
晚上9時，馬杜羅在米拉弗洛雷斯宮發表全國電視講話，身旁有政府高級官員和武裝部隊成員。馬杜羅表示國內發生「政變計謀」，恭賀支持者成功擊敗「意圖令委內瑞拉陷入混亂的一小撮人」。據馬杜羅所指，今日的事件乃由「委內瑞拉右翼、哥倫比亞的寡頭集團、和美帝的癡迷」所造成。

## 後續
馬杜羅政府的國防部長弗拉基米爾·帕德里諾指出政府已經準備好，如有需要會使用任何武力

。
委內瑞拉的綠十字會義工指數人受傷，但確實數字不明。另外，一段影片顯示國民警衛軍中由中國北方工業公司所製造的VN-4装甲输送车「加速並直接衝向一堆反政府的示威者人群」。4月30日，起義在加拉加斯造成至少100人受傷，大部分都是被橡膠子彈射中，2人被槍傷。一名25歲示威者在阿拉瓜州示威期間，胸口中槍，送院不治。加拉加斯診所的一名醫師表示因為早前有人道救援物資成功運送入國，令至今有足夠的緊急救援物資。
NetBlocks表示政府宣布進行網絡審查後不久，國營的網絡供應商CANTV封鎖了數個社交媒體和媒體的網站。英國廣播公司國際頻道和有线电视新闻网的信號都被下線，本地電台加拉加斯廣播電台（Radio Caracas Radio）被電訊管理局強行關閉。
委內瑞拉國家情報局局长曼努埃爾·里卡多·克里斯托弗·菲格拉（Manuel Ricardo Cristopher Figuera）在事件後宣布與馬杜羅決裂，表示「是時候重建國家」。馬杜羅其後宣布任命古斯塔沃·岡薩雷斯·洛佩斯為情報局新任局长。

## 争议

### 羁押人员遭酷刑而亡
2019年6月，马杜罗政府执法当局对14名退休的平民和军事人员发起未经证实的政变指控，表示他们都是胡安·瓜伊多领导的颠覆组织成员，并策划了「定于6月23日至24日发动政变」。其中一名被捕人士是委内瑞拉退役海军少校拉斐尔·阿科斯塔·阿雷瓦洛，被指控涉嫌参与对马杜罗政府的政变而被拘留。
6月21日，阿雷瓦洛在距离加拉加斯一小时路程的Guatire购物中心被不明人士拘捕，之后长达一个星期沒有他的消息。6月28日，阿雷瓦洛坐着轮椅出现在法庭上，已经无法说话，法官允许将阿雷瓦洛送去一家军事医院急救。6月29日，阿雷瓦洛在医院死亡，其家属和律师无法见到遗体，引发国际社会强烈谴责。
阿雷瓦洛的妻子威尔士卡·佩雷斯（WaleskaPérez）坚称，阿雷瓦洛是遭到委内瑞拉执法机构的酷刑而死。为阿雷瓦洛辨护的律师阿隆索·麦地那·罗亚（Alonso Medina Roa）则证实，他的委托人在移送法院时显示出酷刑迹象，并强调「任何人未经法院定罪前都是无罪的」。委内瑞拉总统马杜罗和临时总统胡安·瓜伊多都指示委内瑞拉总检察长调查这起不幸事件，有两名委内瑞拉军事反情报总局特工涉嫌与阿雷瓦洛的死亡有关而被捕。
联合国人权事务高级专员对此表示关注和震惊，并提醒委内瑞拉政府「必须对所有自由遭到剥夺的被监禁者的生命，以及身体和精神健康负责」。

## 回應

### 支持瓜伊多
西方國家稱之為「起義」，认为是次政治糾紛乃「憲法的進程一部分」，並非「政變」。
美国国务卿邁克·蓬佩奧在推特發文指「美國政府全力支持委內瑞拉人民爭取自由和民主」 。美国总统国家安全事务助理约翰·博尔顿在記者會上表示委國國防部長弗拉基米爾·帕德里諾、最高法院法官米高·莫雷諾和馬杜羅總統衛隊領袖伊万·埃爾南德斯·達拉早在三個月前就已經得知會有起義一事，並持續與反對派進行對話。雙方都同意馬杜羅需要下台，以及同意政權和平交接。《紐約時報》引述博爾頓指「即使帕德里諾（國防部長）和莫雷諾（最高法院法官）都對外表態支持馬杜羅，但馬杜羅政府的數名高級官員仍然保持與反對派進行對話，並承諾將政權由馬杜羅轉移至瓜伊多」。美国国务卿邁克·蓬佩奧指出馬杜羅原定計劃乘搭飛機，離開委內瑞拉到古巴，但被俄羅斯政府說服而留下來。博爾頓又表示古巴和俄羅斯可能在起義當日協助馬杜羅對抗示威者。蓬佩奧又指馬杜羅在日間時間並沒有公開露面，但夜晚則與帕德里諾一同出現在全國電視廣播中。蓬佩奧在起義翌日更表示「軍事行動是有可能的」，強調若有需要就會實行。美國總統唐納·川普指控古巴涉及支持馬杜羅政權，威脅提升對古巴的制裁至「最高級別」。
危地马拉、巴拿马、哥斯达黎加、秘鲁、洪都拉斯五國透過利馬集團聯合聲明，表達對瓜伊多的支持和呼籲馬杜羅下台。利馬集團聯合聲明中表示支持「委內瑞拉人民在負責的總統胡安·瓜伊多的領導下採取憲法程序，以恢復委內瑞拉的民主」，並否認此程序乃「政變」，要求軍方顯示對瓜伊多的忠誠並呼籲馬杜羅「停止篡權，以便委內瑞拉的民主過渡、憲法正常化和經濟社會重建能夠開始」。
阿根廷總統毛里西奧·馬克里呼籲軍方加入「自由行動」，又指委內瑞拉人民的苦難「很快會結束」，呼喚委內瑞拉人要無懼一切；阿根廷亦在利馬集團聯合聲明中表達對瓜伊多的支持和呼籲馬杜羅下台。
巴西總統雅伊爾·博索納羅在推特上表示巴西十分緊貼留意委內瑞拉的局勢，重申對「和平過渡」的支持，以及表示「巴西與委內瑞拉人民、總統瓜伊多和委內瑞拉人的自由站在同一陣線」。
智利總統塞巴斯蒂安·皮涅拉表示「我想重申我們對於民主總統瓜伊多和民主的堅固和牢不可破的支持」。
哥伦比亚總統伊万·杜克·马尔克斯表示「我們呼籲軍方和委內瑞拉人民站在正確的一方，拒絕馬杜羅的獨裁政權和篡奪權力」。
厄瓜多尔外交部長何塞·瓦倫西亞（José Valencia）表示「厄瓜多爾政府重申對身處委內瑞拉困難時刻中的瓜伊多的強烈支持，我們期望政權能在無流血的情況下和平交接。我們將支持這方面的所有國際努力」。
巴拉圭總統马里奥·阿夫多·贝尼特斯表示「勇敢的委內瑞拉人！你們的時代來臨了！」。
澳大利亚外交部長馬里斯·佩恩表示「澳洲繼續呼籲委內瑞拉將政權和平、迅速的轉移至民主手上。我們譴責暴力事件並敦促各方保持冷靜。我們根據委內瑞拉憲法支持瓜伊多擔任臨時總統，直至選舉的舉行」。
捷克外交事務部長湯瑪斯·佩崔切克表示「我呼籲委內瑞拉軍隊聆聽市民需求，支持國會議長瓜伊多和支持總統和平的民主過渡」
加拿大外交部長方慧蘭在推特上表示「瓜伊多和洛佩斯一定要獲確保安全。和平支持臨時總統瓜伊多的委內瑞拉人一定要在不用擔心恐嚇或暴力的情況下繼續表達意見」。
西班牙看守政府发言人伊莎贝尔·塞拉表示「我們全力以赴的希望不會出現流血事件，我們支持委內瑞拉的一個和平民主進程，而瓜伊多擁有合法權力領導委國的民主過渡」。
欧洲议会議長安东尼奥·塔亚尼表示「今日4月30日代表著委內瑞拉回歸民主和自由的歷史時刻，這是歐洲議會經常支持的事」。美洲国家组织秘书长路易斯·阿爾瑪格洛呼籲結束篡權，並在Twitter上表示「我們歡迎軍方跟從憲法和主管委內瑞拉的總統。我們需要全面支持和平進行民主過渡程序」。

### 支持馬杜羅
幾位馬杜羅的盟友和忠於馬杜羅的官員形容是次政治糾紛為「政變未遂」。除此以外，馬杜羅斥責阿根廷和哥倫比亞甘願成為「美帝和策劃政變者的傀儡」，更指控阿根廷不容許居於阿國的委內瑞拉公民回國。
俄罗斯外交部呼籲反對派放棄暴力手段，聲明指「避免騷亂和流血事件是重要的，委內瑞拉的問題應該透過無前提的負責任談判過程解決」。俄罗斯和馬杜羅都否認美方的指控，其中俄羅斯外交部指出「華盛頓政府試圖令委內瑞拉軍隊士氣低落，現在更以假消息發動信息戰」。
玻利维亚總統埃沃·莫拉莱斯譴責政變，對馬杜羅表示支持並指「我們必須保持警惕和團結」。
古巴國務委員會主席兼部長會議主席米格尔·迪亚斯-卡内尔表示「我們反對是次意圖令國家陷入暴力的政變計謀，陷入這場顛覆運動的叛徒已經在城市街道上僱用軍隊和警察，又使用戰爭武器來製造痛苦和恐怖」。
伊朗外交部長穆罕默德·贾瓦德·扎里夫表示「我們高興見到委內瑞拉人民擊潰了政變，我們仍然堅信對話是重要的」。
叙利亚外交部「強烈譴責違反憲制合法性的失敗政變」。
土耳其總統雷杰普·塔伊普·埃尔多安譴責瓜伊多的行動，在推特上發文指「委內瑞拉是人民統治的地方，總統是由選舉任命。那些努力任命後現代殖民地總督到委內瑞拉的人，應該知道只有民主選舉才能決定一個國家的治理方式」；外交部抨擊瓜伊多的起義呼籲，指他們意圖挑戰國家憲政秩序。

### 表示中立
墨西哥对外關係部重申「尋找共同道路」的目標；總統洛佩斯·奥夫拉多尔在記者會上表示「相信不干預政策和對話」可以解決問題
中华人民共和国駐加拉加斯大使館在新浪微博官方帳號發表聲明，表示「中国重申对委内瑞拉自主发展的支持」。外交部发言人耿爽則表明「委内瑞拉问题只能由委内瑞拉人民解决，委内瑞拉的稳定对国家利益、对地区利益都有利」。

## 制裁措施
- 欧洲联盟：2019年9月27日，欧盟宣布扩大对马杜罗政府和其政府官员的制裁，并警告委内瑞拉，如果总统马杜罗政府不朝总统选举的时间表迈进，可能会面临新的制裁。欧盟在一份声明中谈到，该国“严重局势”时，将准备采取进一步的针对性措施。新制裁措施限制委内瑞拉官员的旅行禁令和资产冻结，并增加到25名官员。欧洲理事会在布鲁塞尔表示，新增加的7名官员因参与酷刑和其他侵犯人权行为而受到制裁[74]。